# La Feuille verte
La Feuille verte est un tableau réalisé par le peintre français Fernand Léger  en 1945 aux États-Unis. Cette huile sur toile est une nature morte qui représente notamment un manteau, des poteaux indicateurs et donc une feuille verte, un motif qui apparaît très tôt dans l'œuvre de l'artiste. Achetée après une décision prise le 25 juin 1948, la peinture est conservée depuis au sein des collections du musée d'Arts de Nantes, à Nantes.